# Inchture
Inchture, schottisch-gälisch: Innis Tuathair, ist eine schottische Ortschaft in der Council Area Perth and Kinross. Sie liegt im Südosten der traditionellen Grafschaft Perthshire rund 13 Kilometer südwestlich des Zentrums von Dundee und 17 Kilometer nordöstlich von Perth in der Carse of Gowrie.

## Geschichte
Die Umgebung von Inchture war bereits früh besiedelt, wovon prähistorische Siedlungsspuren sowie ein Hügelgrab nördlich der Ortschaft zeugen. Mit der Rossie Priory befand sich eine mittelalterliche Abtei nordöstlich von Inchture, die David I. (von 1124 bis 1153 König von Schottland) stiftete. Vermutlich handelte es sich um eine Culdeer-Abtei.
Wilhelm der Löwe (zwischen 1165 und 1214 König von Schottland) legte die westlich gelegene Länderei Inchmartine in die Hände seines Bruders David, Earl of Huntingdon. Dort entstand im Jahre 1643 das Herrenhaus Inchmartine House.
Seit dem 15. Jahrhundert herrschte die Familie Kinnaird, die späteren Lords Kinnaird, über die Ländereien. Sie ließen nördlich von Inchture im 17. Jahrhundert das Tower House Moncur Castle als Stammsitz errichten, das sie jedoch nach einem Brand im frühen 18. Jahrhundert aufgaben. Die Villa Ballindean House nordwestlich von Inchture entstand im Jahre 1711. Historische Signifikanz erlangte sie durch ihren Besitzer John Wedderburn of Ballindean, der als kolonialer Großgrundbesitzer den ursprünglich afrikanischen Sklaven Joseph Knight von seinen jamaikanischen Plantagen nach Schottland verbrachte. Dessen Freiheitsbestrebungen führten in späteren Prozessen zur faktischen Abschaffung der Sklaverei im britischen Gesetz.
Die gälische Bezeichnung Innis Tuathair bedeutet „Insel des Turms“. Inchture liegt zwar unweit des Nordufers des Firth of Tay, jedoch weder auf einer Insel noch ist ein signifikanter Turm erkennbar. Dies ist möglicherweise in der Umsiedlung der Ortschaft als Plansiedlung entlang einer neuen Fernstraße im frühen 19. Jahrhundert begründet. Im späten 19. Jahrhundert ist jedoch erwähnt, dass es sich bei dem Landstück um eine verlandete Insel handele.
Lebten 1831 noch 878 Personen in Inchture, so sank die Einwohnerzahl bereits im selben Jahrhundert. 1971 wurden noch 120 Einwohner gezählt. Seitdem stieg die Einwohnerzahl auf 1155 im Jahre 2011 an.

## Verkehr
Die von Edinburgh nach Fraserburgh führende A90 tangiert Inchture entlang seiner Nordwestflanke und schließt die Ortschaft direkt an das britische Fernstraßennetz an.
Die Caledonian Railway eröffnete im Jahre 1847 den Bahnhof Inchture Village in Küstennähe südlich von Inchture. Eine Pferdetram übernahm den Transport der Reisenden in die Ortschaft. Der Trambetrieb wurde 1916 eingestellt und der Bahnhof schließlich 1956 aufgelassen.